# Mariä Geburt (Palling)

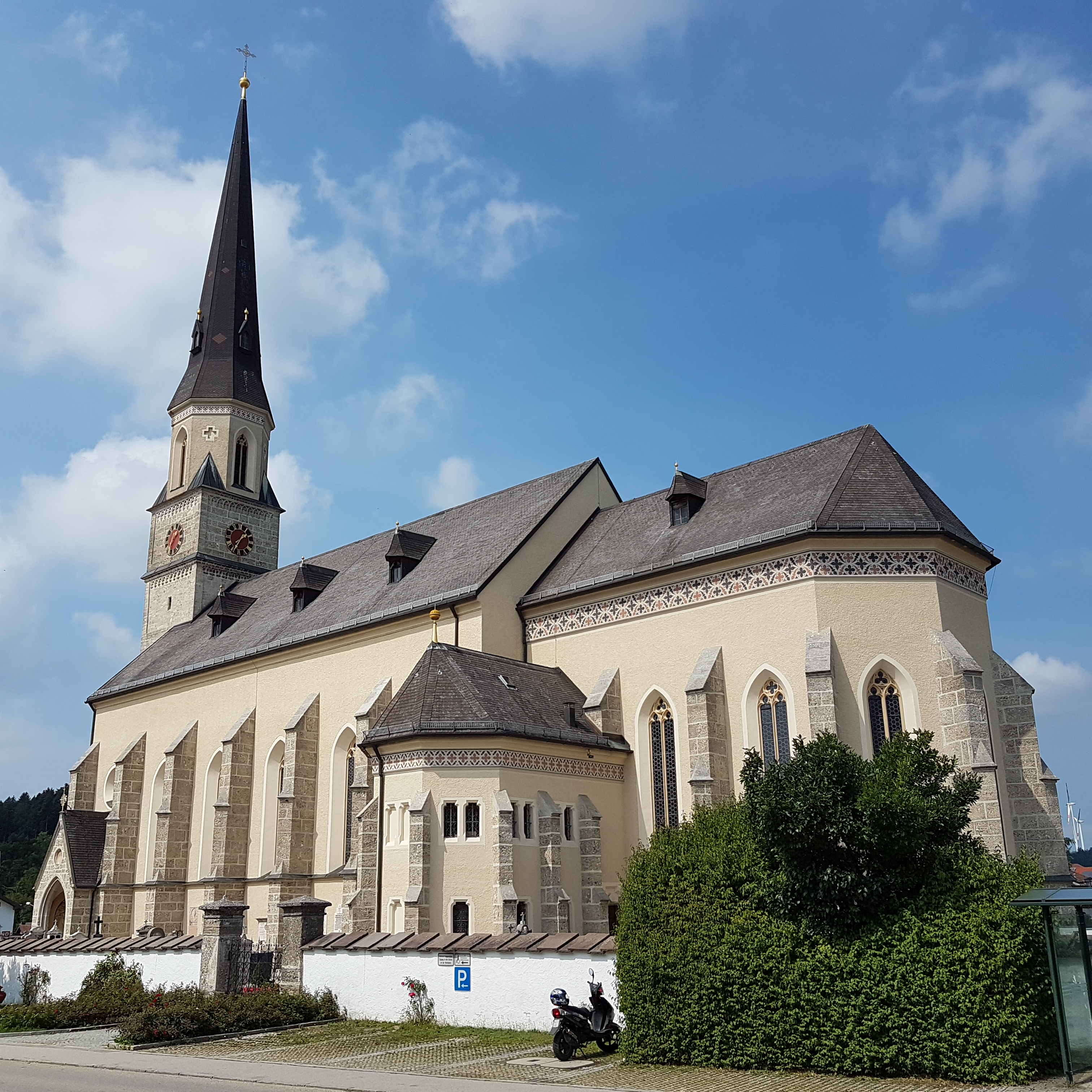
Mariä Geburt (Palling)

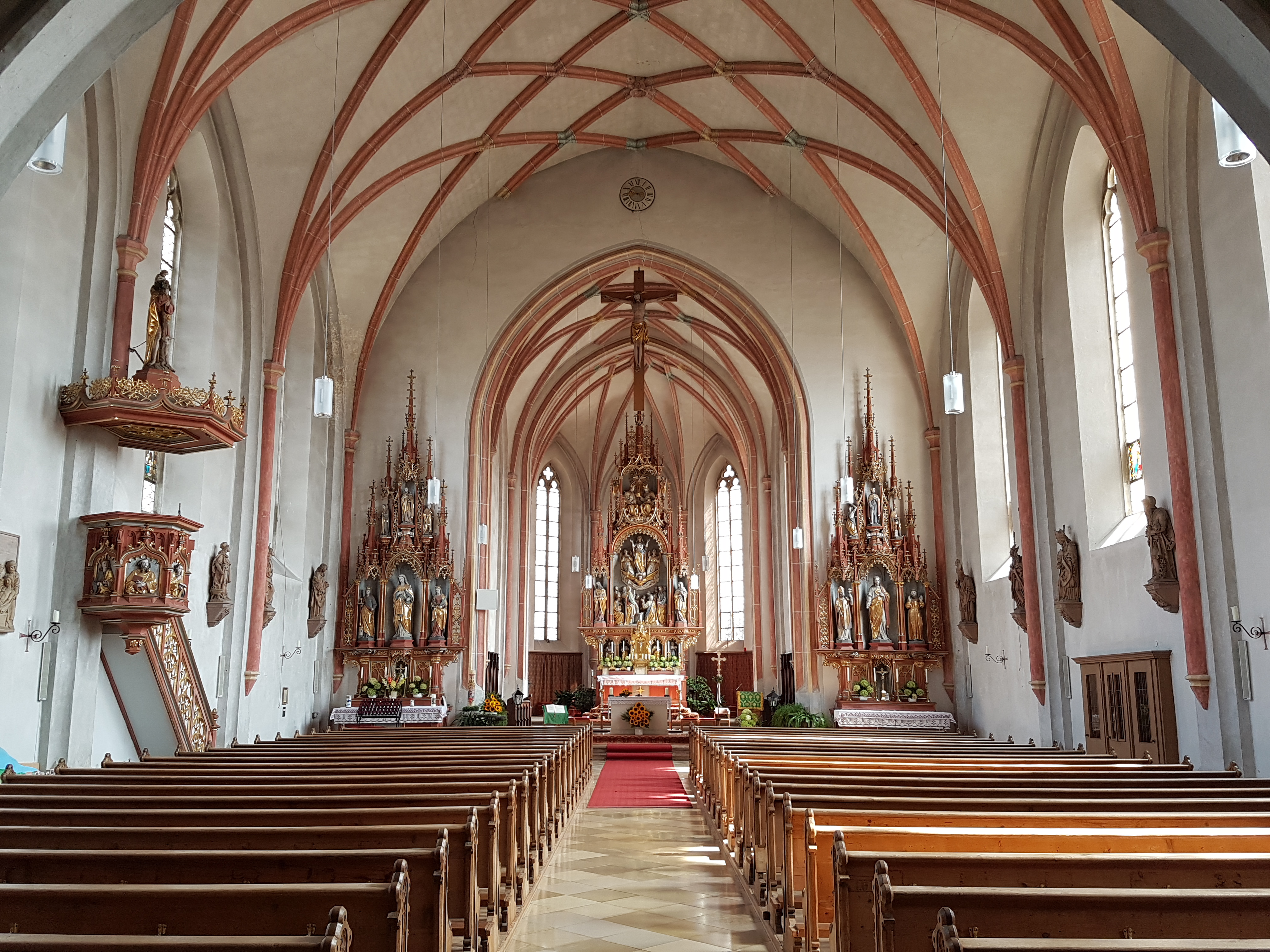
Innenansicht nach Osten

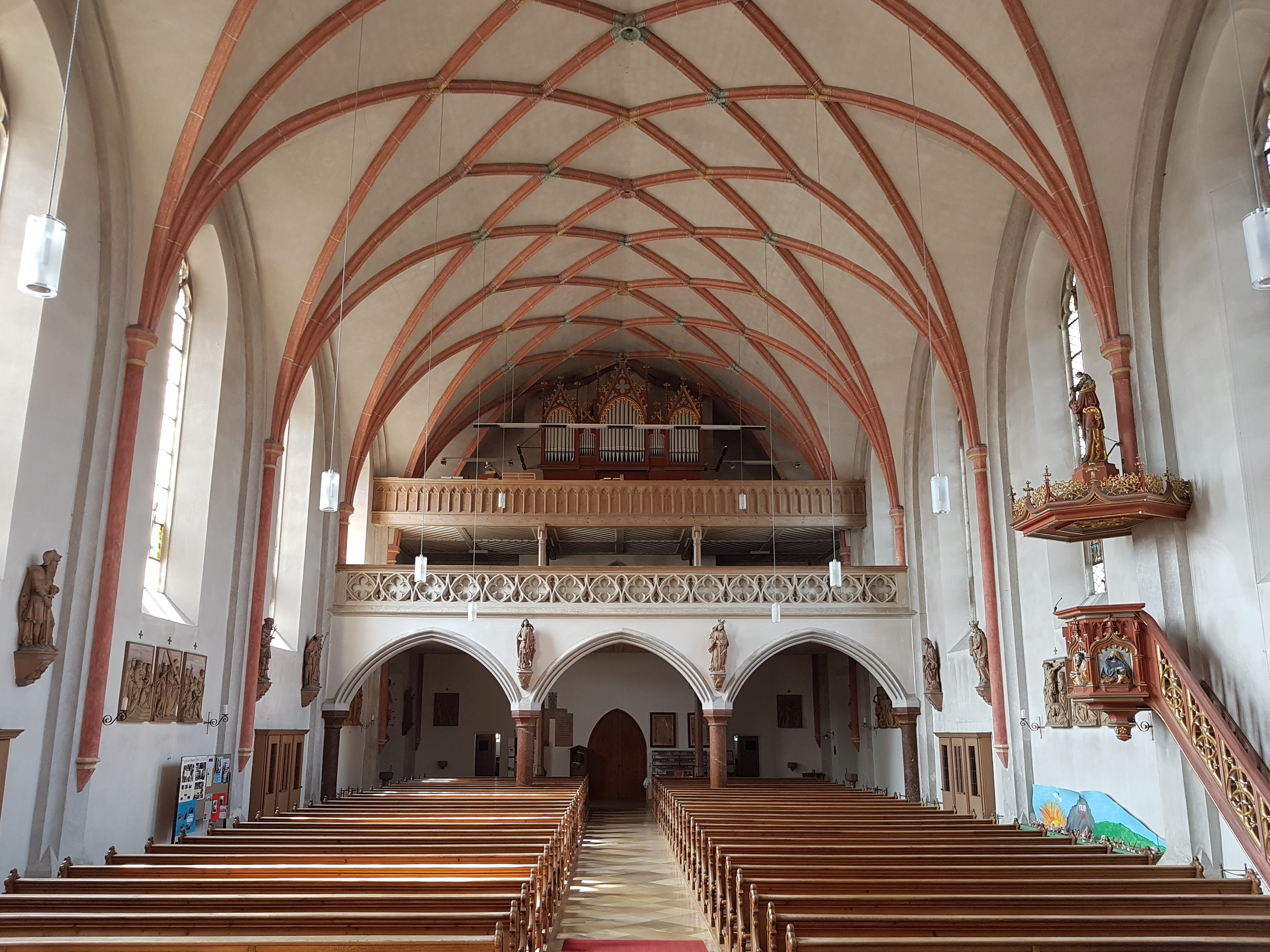
Innenansicht nach Westen

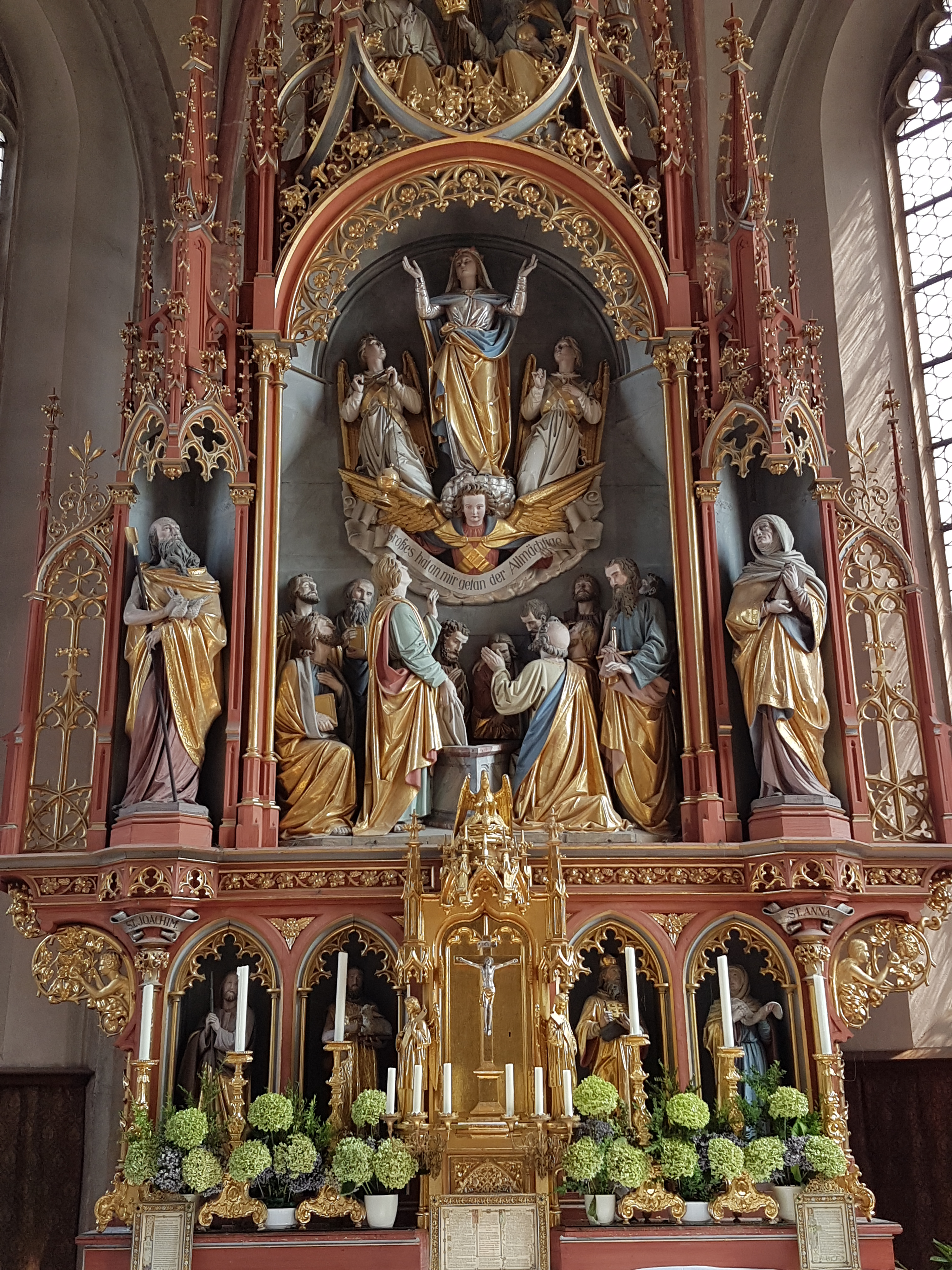
Hochaltar

Die römisch-katholische Pfarrkirche Mariä Geburt ist eine neugotische Saalkirche in Palling im oberbayerischen Landkreis Traunstein. Sie gehört zum Pfarrverband Palling-Freutsmoos im Dekanat Baumburg des Erzbistums München und Freising.

## Geschichte
Die Pfarrei Palling ist ab dem 12. Jahrhundert in ihrer heutigen Größe nachweisbar, mit Filialkirchen in Brünning, Freutsmoos, Tyrlbrunn und Harpfetsham. Nach einer erstmaligen Nennung einer Kirche im späten 8. Jahrhundert ist eine Pfarrkirche erst im 15. Jahrhundert wieder nachweisbar, die spätgotischen Ursprungs war und barock verändert bis zum Neubau im 19. Jahrhundert Bestand hatte. Obwohl sie ursprünglich ein dreischiffiges Langhaus besaß, wurde sie für die zunehmende Anzahl der Gemeindeglieder zu klein, weshalb ein Neubau ab 1865 geplant wurde. Die Pläne wurden von Oberbaurat Karl Leimbach ausgearbeitet, die Ausführung erfolgte 1869 durch Maurermeister Franz Scheck aus Übersee, wobei der Westturm des Vorgängerbauwerks wieder verwendet wurde. Die Vermutung, dass die alte Friedhofskapelle einbezogen worden sei, wurde widerlegt. Am 10. Oktober 1876 wurde die neue Kirche geweiht. In den Jahren 1923 und 1962/1963 wurden Innenrestaurierungen vorgenommen, das Äußere wurde 1974–1978 erneuert.

## Architektur
Die weithin sichtbare Kirche prägt mit Turm und Schiff das Ortsbild und ist von einem Friedhof umgeben. In der Achse der Kirche steht östlich ein Leichenhaus, südwestlich wurde 1922 ein Kriegerdenkmal errichtet. Die Kirche besteht aus einem sechsjochigen Langhaus mit eingezogenem Chor und niedrigeren, polygonal schließenden Anbauten für die Sakristei im Süden und die Michaelskapelle im Norden. Der Turm, die seitlich daran anschließenden Treppentürme, die Westseite des Langhauses, die Portalvorbauten und die Strebepfeiler sind mit sichtbarem Mauerwerk aus Nagelfluh erbaut, die übrigen Mauerflächen sind verputzt. Das gesamte Bauwerk ist mit Strebepfeilern umgeben, der Chor und seine Anbauten durch gemalte Maßwerkfriese in Traufhöhe hervorgehoben.
Das oberste Turmgeschoss ist ebenfalls mit einem Maßwerkfries versehen, das Mauerwerk weist vermauerte Öffnungen auf. Darüber wurden ein Zwischengeschoss, ein neugotisches Oktogon und ein hoher achteckiger Spitzhelm als Abschluss erbaut.
Das beeindruckende, auffallend breit proportionierte Innere ist sowohl hinsichtlich der Architektur als auch der Ausstattung stilrein neugotisch erhalten. In den Architekturdetails wurden charakteristische Formen der Spätgotik in der Region getreu wiedergegeben. So ist das Parallelrippengewölbe des Langhauses nach dem Vorbild der Kirche von Kloster Seeon in dieser Form in zahlreichen Kirchen der Umgebung rezipiert worden, so zum Beispiel in Ischl, Otting und Tettelham (Waging am See) sowie in St. Georgen in Traunreut. Auch in regotisierten Kirchen wie in Emertsham tritt diese Gewölbeform auf.
Der Chor und der Altarraum sind jeweils durch einen zusätzlichen Bogen abgetrennt. Im zweijochigen Chor ist ein einfaches Parallelrippengewölbe eingezogen, im Chorpolygon ein Sterngewölbe, für das es, wie auch für das Schlingrippengewölbe in der Michaelskapelle, in dieser Form keine mittelalterlichen Vorbilder in der Region gibt. Das Gewölbe im Langhaus stützt sich auf gekehlte Wandvorlagen mit Runddiensten und Kapitellen.

## Ausstattung
Die Altarfiguren wurden von Paul Horchler aus Burghausen geschaffen. Der Hochaltar enthält in einer für die Entstehungszeit eher untypischen Rundbogennische eine Darstellung der Himmelfahrt Mariä mit den Aposteln. Darüber ist im Gesprenge eine Darstellung der Trinität eingefügt. Die Seitenaltäre sind ähnlich wie der Hochaltar gestaltet. An der nördlichen Wand des Langhauses ist die Kanzel angebracht, die in ähnlichen Formen der Neugotik wie die Empore gestaltet wurde. An den Wänden des Langhauses sind Figuren der vierzehn Nothelfer und von Maria aufgestellt, die in den Jahren 1919–1922 durch Alois Sigg ausgeführt wurden.
Die Orgel ist ein Werk mit ursprünglich 22 (jetzt 26) Registern auf zwei Manualen und Pedal, das 1966 umgebaut wurde.